# Julio Villarrubia
Julio Villarrubia Mediavilla (Palencia, 21 de mayo de 1957) es un abogado y político español del PSOE, diputado por Palencia entre 1996 y 2015 y secretario general del PSOE de Castilla y León entre 2012 y 2014. Está casado y tiene tres hijos.

## Trayectoria política
Natural de Palencia, es licenciado en Derecho. Es secretario-interventor de la Administración local y se ha dedicado al ejercicio de la abogacía. Miembro del PSOE, ha sido secretario general de la Agrupación Local de Palencia entre 1988 y 1991 y vicesecretario general del PSOE de Palencia entre 1991 y 2008. Elegido concejal en el Ayuntamiento de Palencia, en 1991 es nombrado teniente de alcalde y portavoz del grupo socialista. En las elecciones generales de 1996 encabeza la lista del PSOE por Palencia, obteniendo el escaño y ravalidándolo en 2000, 2004, 2008 y 2011. Ha sido secretario general del grupo socialista en el Congreso de los Diputados entre 2006 y 2008, y portavoz de Justicia en el Congreso en las legislaturas VIII y IX. Es asimismo Secretario General del PSOE de Palencia desde 2008.

## Candidatura a la secretaría general del PSCyL
El 15 de febrero de 2012 anuncia su candidatura a la secretaría general del PSOE de Castilla y León, tras la decisión de Óscar López de no optar de nuevo al cargo.
El 14 de abril de 2012 accede a la secretaría autonómica del PSOE de Castilla y León con el 83% de los votos, siendo su candidatura la única presentada.

## El caso de la alcaldía de Ponferrada
En marzo de 2013, una moción de censura exitosa en el ayuntamiento de Ponferrada apartó al alcalde del Partido Popular y colocó en su lugar al socialista Samuel Folgueral. Esta acción comportó un fuerte escándalo, ya que se realizó con el apoyo de los concejales de la Agrupación Independiente de Ponferrada (AIP), liderada por Ismael Álvarez, antiguo alcalde de la ciudad por el Partido Popular que había sido condenado en 2002 por acoso sexual. Por esta razón, el aparato estatal del PSOE desaprobó la moción de censura. Villarrubia, que públicamente no se había mostrado contrario a la moción, aunque sí en privado, acusó al nuevo alcalde y a los concejales socialistas que lo apoyaron de deslealtad.
Tras la dimisión de más de la mitad de la ejecutiva el 30 de mayo de 2014, cesó en sus funciones como secretario general.

## Cargos desempeñados
- Concejal en el Ayuntamiento de Palencia. (1987-1999)
- Secretario general de la Agrupación Local de Palencia. (1988-1991)
- Vicesecretario general del PSOE de Palencia. (1991-2008)
- Teniente de alcalde del Ayuntamiento de Palencia. (1991-1995)
- Portavoz del grupo socialista en el Ayuntamiento de Palencia. (1991-1995)
- Diputado por la provincia de Palencia en el Congreso de los Diputados. (Desde 1996)
- Secretario general del grupo socialista en el Congreso de los Diputados. (2006-2008)
- Secretario general del PSOE de Palencia. (Desde 2008)
- Secretario general del PSOE de Castilla y León. (2012-2014)